# GROM (Computerbaustein)
Ein GROM oder Graphics Read Only Memory (englisch read-only memory, ROM) ist ein Festwertspeicher mit einer internen Adressierung, durch die, nach einmaligem Adressetzen fortlaufend, d. h. ohne neue Adressierung, Daten ausgelesen werden können. Durch diese Organisation kann auf einen großen Datenbestand über nur einen einzigen Port zugegriffen werden.

## Aufbau und Bedienung
Intern besteht der Baustein aus einem Adresszähler sowie einem Festwertspeicher. Der Festwertspeicher wird über einen 8-Bit-Datenbus ausgelesen. Nach jedem Lesezugriff wird der Adresszähler erhöht. Über denselben Datenbus kann die Adresse des Adresszeigers als zwei 8-Bit-Werte gelesen oder geschrieben werden. Die Funktion wird über die Eingänge M0/M1 gesteuert. Der TMS 6100 besitzt zusätzlich einen Sprungmodus, der es erlaubt, die nächsten zwei Worte (16 Bit) als neue Adresse zu laden.

## Herstellung
Texas Instruments war der einzige nennenswerte Hersteller von GROM-Bausteinen. Für den allgemeinen Verkauf wurden ausschließlich maskenprogrammierte Bausteine hergestellt.

## Varianten
- TMC 0340 8 Bit GROM mit 6 KiB und 14 Bit Adresszeiger
- TMC 0350 (auch TMS 6100) Voice Synthesis Memory (VMS) – 128 KiBit serielles ROM organisiert als 16 KiB. Speziell für die Sprachsynthesizer (TMC0270/5100 ff).[1]
- TMC 0355 (auch TMS 6125) 32 KiBit serielles ROM, organisiert als 4 KiB. Speziell für die Sprachsynthesizer (TMC0270 ff und TMS 5220 ff).
- Von Drittherstellern existierten zum TMC 0340 pinkopatible Ersatzschaltungen mit RAM zu Entwicklungszwecken.

## Kennzeichnung
Da die Bausteine immer im Kundenauftrag gefertigt wurden, steht oft nicht der Typ, sondern nur eine Inhaltskennung entsprechend dem Kundenauftrag auf den Gehäusen
- CDxxxx – für Bausteine in TI-Endverbraucher-Produkten (Heimcomputer, Speak&Spell etc.)
- VMxxxx – für Bausteine in anderen TI-Produkten (Messgeräte)
- CMxxxx – für Bausteine für externe (nicht-TI-)Kunden.

TMC-0340-Produkte haben dabei Nummern im 21xx-Bereich, wohingegen TMC-0350-Bausteine mit 23xx, 26xx, 35xx oder 62xx gekennzeichnet sind. Wurden Bausteine mit gleichem Inhalt sowohl für interne als auch externe Kunden geliefert, so wurde die gleiche Nummer (mit unterschiedlichem Präfix) aufgedruckt.

## Verwendung
Der Heimcomputer Texas Instruments TI-99/4A enthielt drei Bausteine für nur zum Systemstart verwendete Funktionen, mathematische Funktionen und das BASIC. Verschiedene Module für den TI 99/4 enthielten ebenfalls GROM-Bausteine. Praktisch alle Anwendungen der TI-Spachsynthesizer-Chips (z. B. Speak & Spell, Furby) verwenden einen TMC 0350.